# محمد عوامة
محمد عوامة ( 14 ذو الحجة 1358 هـ = 25 يناير 1940) عالم سوري متخصص في الحديث وعلومه
مُحمَّد بن مُحمَّد عوَّامَة الحلبِيُّ المَدنِيُّ. وُلد في مدينةِ حَلب، ودَرسَ في معاهِدِها الشَّرعيَّةِ القديمةِ، فأَدركَ الطَّبقةَ القديمَةَ من العُلماءِ، ونَهَل منهمُ العلمَ والأدبَ، ومن أبرزهم: فَضيلَةِ الشَّيخ عبدِ اللهِ سراجِ الدِّينِ، وفَضيلَةِ الشَّيخِ عبدِ الفتَّاحِ أبو غُدَّة.
كان في حلب خطيبًا، ومدرسًا في المدرسة الشعبانية، كما حقق فيها وألَّف بعض الكتب، ومن أشهرها: كتاب أثر الحديث الشريف في اختلاف الأئمة الفقهاء.
ثم انتَقلَ إلى المدينةِ المُنوَّرةِ، حيثُ تفرَّغَ فيها للكتابَةِ والتَّحقيقِ، فكان من أبرز أعماله العلمية: مصنف ابن أبي شيبة، وسنن أبي داود، وغيرهما من الأعمال العلمية.
كُرِّم في أمسية الاثنينية الذي أقيم في مدينة جدة عام 2007م، ثم قُدمت له جائزة الإمام محمد قاسم النانوتوي الإسلامية العالمية في دورتها الثالثة عام 2018 في إصطنبول، كما حصل على جائزة العلامة أبو الحسن الندوي الإسلامية في لكنو ـ الهند. وكما أقيم عنه مؤتمر دولي تحت عنوان: العلامة المحدث محمد عوامة وجهوده الحديثية، حضره علماء أجلاء من 22 دولة عام 2018م.
ثم سُلم إليه عام 1440هـ / 2018م منصب شيخ دار الحديث السليمانية في إصطنبول، بأمر من رئيس الجمهورية التركية رجب طيب أردوغان، وكان أول شيخٍ لها بعد أن أغلقت قرابة تسعين عامًا.

## اسمه ونسبه وولادته
هو أبو الفضل، محمد بن محمد بن عبد القادر بن عمر بن علي عوامة النعيمي الحسيني.
وأمه: عائشة بنت أحمد بن علي آل سراج الدين الحسيني.
ولد يوم 14/12/1358هـ الموافق 25/1/1940م في حلب الشهباء في حي باب المقام، أحد أحياء حلب الشهيرة.

## عائلته
محمد عوامة متزوج وله ستة أولاد خمسة منهم ذكور، وهم: محمد أبو الخير، وعبد الله، وأحمد، ومحي الدين، وعماد.

## من أهم شيوخه
من مشايخه الذين تلقى عنهم العلم في المدرسة الشعبانية:
1. محمد زين العابدين جذبة، قرأ عليه: الحديث والتوحيد.
2. محمد الحماد، قرأ عليه: الحديث.
3. طاهر خير الله، قرأ عليه: التفسير والخطابة.
4. عبد الله سراج الدين، قرأ عليه: مصطلح الحديث، والفقه الحنفي.
5. عبد الله خير الله، قرأ عليه: الفقه الحنفي.
6. عبد الفتاح أبو غدة، قرأ عليه مصطلح الحديث